# Guarana
Guarana (Paullinia cupana) er en slyngplante med oprindelse i Amazonbassinet. Planten bliver over 10 meter høj og er almindeligt forekommende i Brasilien. 

## Kostilskud
Guarana planten bærer små røde frugter som indeholder flere forskellige bioaktive stoffer, herunder theobromin (som kakao) og koffein (som kaffebær). Guarana-bær indeholder 2-4,5% koffein, ca. dobbelt så meget som kaffebær. Guarana bruges af denne grund som energigivende naturmedicin og kosttilskud.
Guarana anvendes som alternativ til koffein i visse kommercielle produkter, herunder energi- og læskedrikke, men også i urte-te.
 Der er for få eller ingen kildehenvisninger i denne artikel, hvilket er et problem. Du kan hjælpe ved at angive troværdige kilder til de påstande, som fremføres i artiklen.